# Joan de Nàpols
Joan de Nàpols, també Joan d'Aragó (en italià Giovanni d'Aragona), (Nàpols 25 de juny de 1456-17 d'octubre de 1485) fou un cardenal i abat italià, fill del rei Ferran I de Nàpols i lloctinent general del Regne de Nàpols a la Terra di Lavoro.
Quart fill del rei Ferran I de Nàpols i de la seva primera muller, Isabel de Chiaramonte, Joan d'Aragó era net d'Alfons el Magnànim. Fou destinat a la carrera eclesiàstica a fi de representar els interessos aragonesos a la cúria papal; per aquesta raó la seva educació religiosa i literària fou confiada al dominicà i prestigiós humanista Pietro Ranzano, que esdevindria el seu confessor i secretari particular.
Malgrat la seva breu vida, Joan d'Aragó acumulà un nombre considerable de dignitats eclesiàstiques. El 1465, amb només nou anys era lloctinent general del Regne de Nàpols al territori de Terra di Lavoro, que cobria les actuals províncies de Campània i Caserta i part de les de Latina, Frosinone i Isernia), i abat comendatari de l'abadia de la Santíssima Trinitat de La Cava; el 1467 esdevingué igualment comendatari de l'abadia de Montevergine.
El 1471 les avantdites comandes foren confirmades pel papa Sixt IV, que li confia igualment l'Abadia de Montecassino; i l'any següent, el 1472, esdevindria igualment comendatari de l'abadia cistercenca de Montearagón, a Osca. El 1473, amb disset anys, rebé el diaconat de mans del cardinal Roderic Llançol i de Borja; dos anys més tard, el 10 de març de 1475 obtenia el càrrec d'abat de San Benedetto de Salern, al qual s'afegiria poc després el d'abat comendatari de Mileto, al qual renuncià a inicis de 1481.
El 10 de novembre de 1477, beneficiant d'una dispensa d'edat, fou nominat administrador perpetu de l'arquebisbat de Tàrent, i se li concedí el privilegi de dur la porpra, com símbol de la seva predestinació a la dignitat cardenalícia, exemple únic en la història de l'església d'un tal privilegi. Un mes després, en el consistori del 10 de desembre de 1477, fou creat cardenal diacre pel papa Sixt IV amb el títol de Sant'Adriano al Foro. El 25 de gener de 1478, Giovanni Paolo vassallo, bisbe d'Aversa i llegat pontifici, li imposava el capell cardenalici al Duomo de Nàpols; dos anys després, el 14 de gener de 1480, esdevindria cardenal prevere amb el mateix títol de Sant Adrià.
Als 22 anys, entre el 20 de gener i el 14 de maig de 1479, fou administrador de la seu de Badajoz. El 19 d'abril del mateix any fou nomenat protonotari apostòlic i legat pontifici a Hongria, amb la intenció de promoure una creuada contra els turcs. Partí de Roma el 31 d'agost per ser acollit a la cort del seu cunyat, Maties Corví, espòs de la seva germana Beatriu d'Aragó; Corví li conferí l'administració de l'arquebisbat d'Esztergom.
La seva carrera meteòrica no s'aturà. El 1483 esdevenia arquebisbe de Salerno, i el mateix any adquirí el títol de cardenal de Santa Sabina i, a partir de 1484, el de San Lorenzo in Lucina com a comendatari.
A principis de 1485, el rei Ferran I, tenint en compte les despeses contretes durant la guerra per alliberar Òtranto dels turcs, havia imposat taxes al clergat del Regne de Nàpols, alhora que refusava de pagar els censos deguts al papat; aquestes decisions el feren entrar en conflicte amb el papa Innocenci VIII. Ferran, per reconciliar-se amb el papa, envià a Roma el seu propi fill, el cardenal Joan. Malauradament el cardenal, tot just arribat a Roma, fou contagiat per la pesta, que atacava amb fúria la ciutat, i que provocà la seva mort el 17 d'octubre de 1485. Fou enterrat a l'altar major de la basílica de Santa Sabina, d'on era cardenal titular.